# Wachtkamersoort

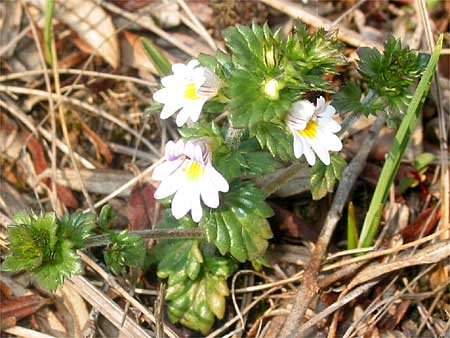
Vierrijige ogentroost stond tot 2004 op de wachtlijst

Een wachtkamersoort is een plant die (nog) niet is opgenomen in de Standaardlijst van de Nederlandse flora die elke zeven jaar wordt opgesteld door het Nationaal Herbarium Nederland, maar grote kans maakt om op een volgende standaardlijst te komen. De laatste lijst dateert van 2004. Zie voor de huidige wachtkamersoorten de wachtlijst voor 2011.

## Criteria
De plant in kwestie wordt nauwlettend gevolgd op de gevonden locaties. Groeit de plant op minsten drie plekken en houdt de plant daar minimaal drie generaties stand, dan wordt zij opgenomen in de volgende standaardlijst.
Een groot aantal nieuwe planten kan zich onder andere door het zachter worden van onze winters, vestigen. Vaak zijn ze ontsnapt uit tuinen of doelbewust gezaaid of geplant. Veel waterplanten worden door vijverbezitters als overtollig in sloten en vaarten gedumpt. Het gaat dan doorgaans om exoten.
Een relatief klein aantal wachtkamersoorten verovert Nederland via uitbreiding van het areaal langs natuurlijke weg.